# 本間沙智子
本間 沙智子（ほんま さちこ、12月1日 - ）は、日本の女性声優。
東京都出身。81プロデュース所属。

## 略歴
アミューズメントメディア総合学院マスター8期生卒業。
2018年4月1日付で81プロデュースに所属。

## 人物
趣味は写真、お菓子作り。特技はクラリネット。ジブリ作品が好き。資格は介護福祉士。

## 出演

### テレビアニメ
2020年
- 社長、バトルの時間です!（弁当屋）
- 22/7（女将）

2021年
- ドラゴン、家を買う。（ぐらい亜衣C）
- やくならマグカップも（審査員）

2022年
- サマータイムレンダ（汐見）
- メガトン級ムサシ（2022年 - 2023年、アナ）

2023年
- 妖怪ウォッチ♪（母）
- ワールドダイスター（審査員B）
- まめきちまめこニートの日常（母友）
- 七つの大罪 黙示録の四騎士（村人）
- 聖女の魔力は万能です（女将）
- はめつのおうこく（貴女情報収集班）
- アイドルマスター ミリオンライブ！（母親）

2024年
- 魔法少女にあこがれて（子供C）
- 最弱テイマーはゴミ拾いの旅を始めました。（女将、産婆、女性店員）
- 治癒魔法の間違った使い方（中年女性）
- ゆるキャン△ SEASON3（女将）
- 菜なれ花なれ（マリア・アヴェイロ）

2025年
- 前橋ウィッチーズ（チョコの祖母）
- 炎炎ノ消防隊 参ノ章（商人）
- ゴリラの神から加護された令嬢は王立騎士団で可愛がられる（女主人）
- ニャイト・オブ・ザ・リビングキャット（お婆ちゃん）
- 盾の勇者の成り上がり Season 4（店員、重鎮）
- アン・シャーリー（ハナ、エイダ）

### 劇場アニメ
- 妖怪ウォッチ♪ ジバニャンvsコマさん もんげー大決戦だニャン（2023年、母）

### ゲーム
- 爆走!モンスターダッシュ（2015年）
- リトルウィッチアカデミア 時の魔法と七不思議（2017年）
- ユニコーンオーバーロード（2024年、傭兵（タイプE）/ NPC）

### ラジオドラマ
※はWebラジオ番組。
- イマジナリ（2022年※、節子[14]）

### 吹き替え

#### 映画
- アメリカン・アニマルズ（チャズの母親）
- 神は死んだのか（受付の女性、女子学生2・7、アイーシャの弟、女性教授1 他）
- 奇跡をつむぐ夜（バーバラ・シュミット〈ナンシー・トラヴィス〉[15]）
- クルエラ[16]
- ヘルボーイ
- ファザーフッド
- ミッシング・タワー
- 名探偵ティミー（眼鏡の女性 他）

#### ドラマ
- アウトランダー シーズン5（マーディナ）
- グランド・アーミー
- コミンスキー・メソッド シーズン3
- サバヨミ大作戦!
- シー・ハルク:ザ・アトーニー
- シスター戦士
- ちいさなバイオニスト（アイジン）
- 法医学医 ダニエル・ハロウ
- 未来の大統領の日記（教師）
- ラチェッド

#### テレビ番組
- ウソつきはどっち!?（マンディ）
- ウルフギャング アメリカン・スター・シェフ（ローリー）
- BECOMING 目指す自分になるために（タミー・ウィリアムズ）
- ビッグ・フラワー・ファイト（サラ、シャネル、女性モデル3）
- マーベル616（レイチェル・ウー）

#### アニメ
- インサイド・ヘッド2（マージー[17]）
- 『インサイド・ヘッド』の世界より:ライリーの夢の製作スタジオ（ジーン・デュベリー）
- ゴースト&モリー（シャロン・マギー[18]）
- ザ・シンプソンズ（モナ・シンプソン〈2代目〉）
- スピリット 自由に駆け抜けて 〜クリスマス・スピリット〜
- スピリット 自由に駆け抜けて 〜ライディング・アカデミー〜
- バズ・ライトイヤー[19]
- マーベル おしえて!スパイダーマン
- マイ・エレメント（土の入国審査官[20]）
- ムーミン谷のなかまたち（トフト）

### ボイスオーバー
- ガッテン!
- 新・地球絶景紀行

### オーディオブック
- リベンジャーズ・ハイ（マザー、スナミ、ロマ・ゼハラ 他）

### ボイスコミック
- 予言のナユタ（2021年、予言者）